# Клонмакнойс
Клонмакнойс (ирл. Cluain Mhic Nóis — «Луга сыновей Носа», англ. Clonmacnoise) расположен в графстве Оффали, Ирландия, на реке Шэннон, к югу от Атлона. Является кандидатом на включение в список объектов Всемирного наследия ЮНЕСКО в Ирландии в составе двух заявок.

## Основание
Клонмакнойс был основан в 545 году святым Киараном в месте пересечения основного пути, соединяющего восток и запад Ирландии, проходящего через болота центральной Ирландии вдоль Эйскир Риада (озы или морены, оставленных ледниками последнего ледникового периода), и реки Шэннон.
По прибытии Киаран встретил Диармайта мак Кербайлла, помогшего ему построить из дерева первую церковь из множества впоследствии здесь построенных. Диармайт был первым, кто стал христианским верховным королём Ирландии (все Верховные Короли до него считались языческими).
Киаран умер примерно через год от желтухи в возрасте тридцати с небольшим лет.

## Строения и кресты

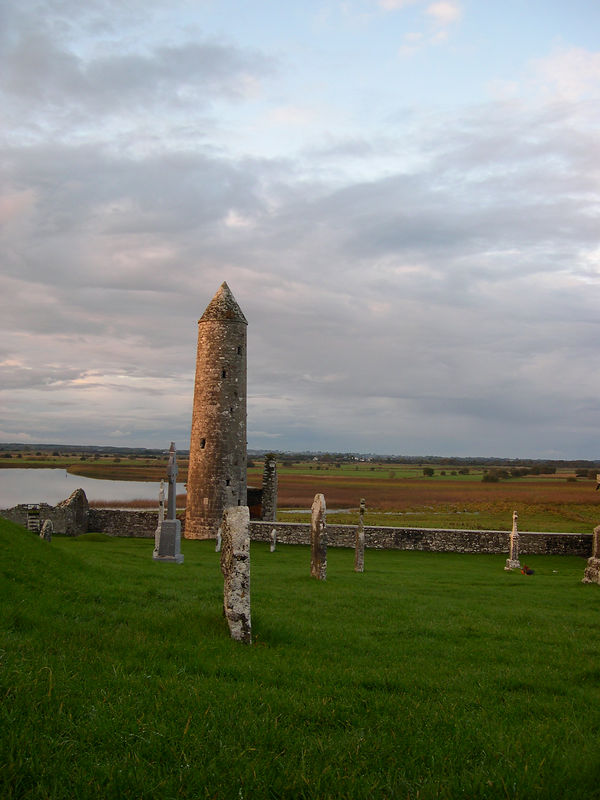
Храм Фингин с пристроенной к нему круглой башней

1. Храм Фингин. Романская церковь XII века с круглой башней. После того, как в 1864 году некий человек из Бирра во время «увеселительной прогулки» к Семи Церквям (как тогда называли Клонмакнойс) учинил над ней вандализм, государство после активного вмешательства Королевского Общества Хранителей Древности Ирландии впервые предъявило обвинение вандалу. Остатки средств, выделенных на ведение дела, были потом использованы Обществом на ремонт навершия церковной башни.
2. Храм Коннор. Церковь, использующаяся Церковью Ирландии с XVIII века.
3. Круглая Башня. Согласно «Хронике скоттов», окончена в 1124 году Турлофом О’Коннором, королём Коннахта, и Гиллой Христосом Уа Маойлеойном, аббатом Клонмакнойса. Через 11 лет в неё ударила молния, сбившая её купол. Верхняя часть церкви пристроена позже, поэтому имеются некоторые догадки о том, что каменная кладка, обвалившаяся во время грозы 1135 года, могла быть затем использована при построении Храма Фингин.
4. Северный Крест. Старейший из четырёх крестов Клонмакнойса. Создан около 800 года. Сохранилась только вертикальная часть из песчаника, а также основание креста, представляющее собой бывший жёрнов.
5. Храм Келли.
6. Храм Киаран. Самая маленькая церковь в Клонмакнойсе (2,8 X 3,8 м). Как полагают, место погребения основателя, св. Киарана.
7. Крест Святых Писаний. 4-метровый крест из песчаника, один из наиболее искусно сделанных среди всех сохранившихся крестов Ирландии. Интересен сохранившимися на нём письменами с просьбой молиться о Фланна короля Ирландии, и Кольмана, мастера, изготовившего крест, которые также строили Собор. Крест вырезан из единого куска песчаника около 900 года. Поверхность креста разделена на панели, показывающие сцены Распятия, Суда Пилата и Христа в погребальнице.
8. Собор (или ирл. daimliag, букв «каменная церковь», в отличие от предыдущих, деревянных зданий). Построен в 909 году («Хроника скоттов») Фланном Синной, королём Тары, и аббатом Колманом; западный проход — позднейшая вставка (ок. 1180 года); северный проход, иногда называемый проходом Декана Одо с надписями середины XV века, построен в готическом стиле. Это крупнейшая из церквей Клонмакнойса. Здесь (возле алтаря) в 1198 году похоронили последнего верховного короля Ирландии Рори О’Коннора.
9. Храм Мелаглин. Построен около 1200 года.
10. Музейные здания.
11. Южный Крест.
12. Храм Даулинг. Построен в XI веке. Назван в честь Эдмунда Даулинга, отреставрировавшего его в 1689 году.
13. Храм Хурпан. Построен в XVII веке.
14. Вход

## Камень Фэйри, или Всадника
В Клонмакнойсе близ Часовни Клонфинлоха имеется несколько известняковых валунов, один из которых называется Камнем Фэйри, или Всадника. Камень имеет многочисленные углубления в виде чаши, крестов, и пары человеческих ног, петросоматоглифа, возможно, связанного с коронацией кельтских вождей. Широко известный пример этой кельтской традиции дает шотландский Дунадд.

## Галерея

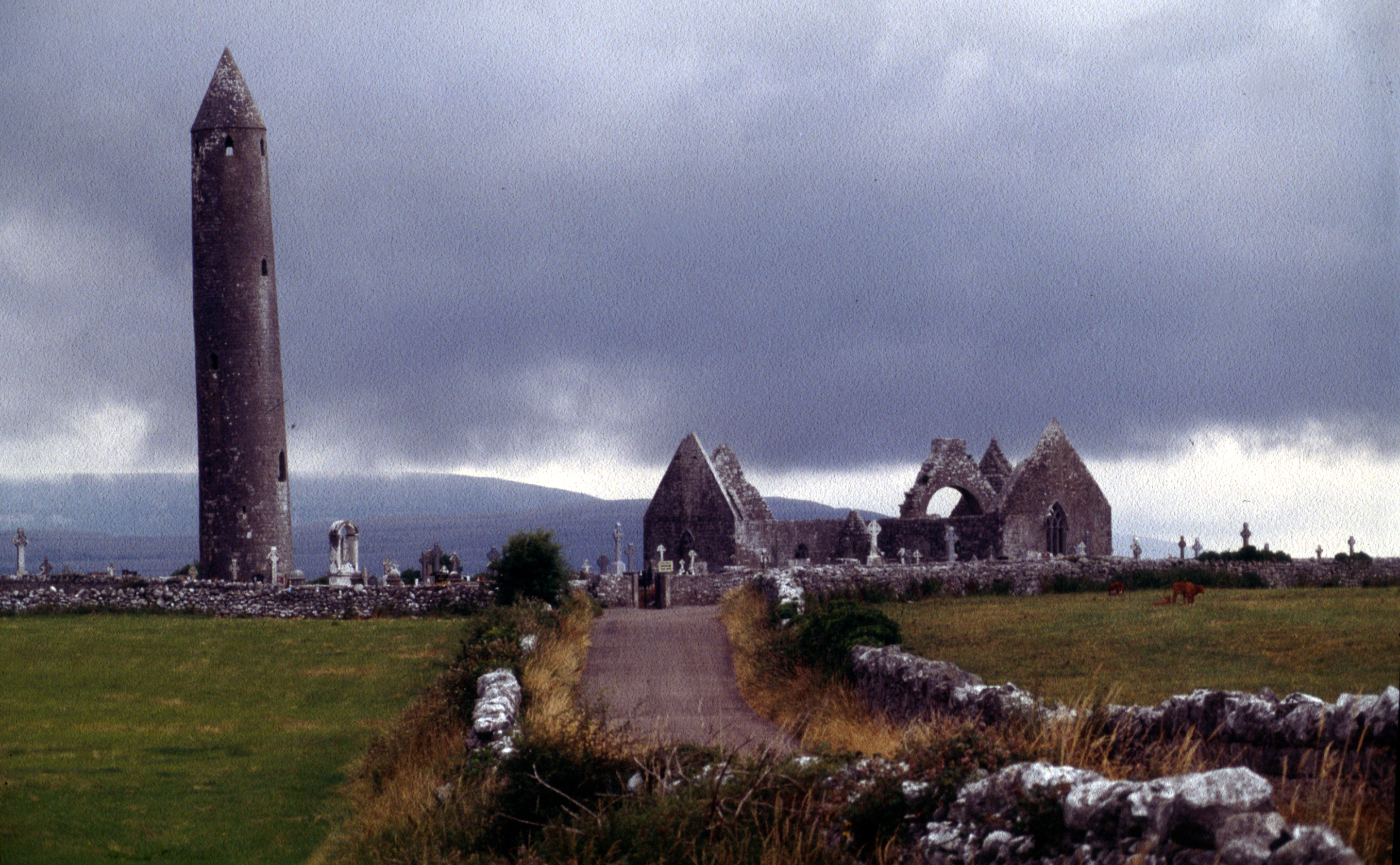
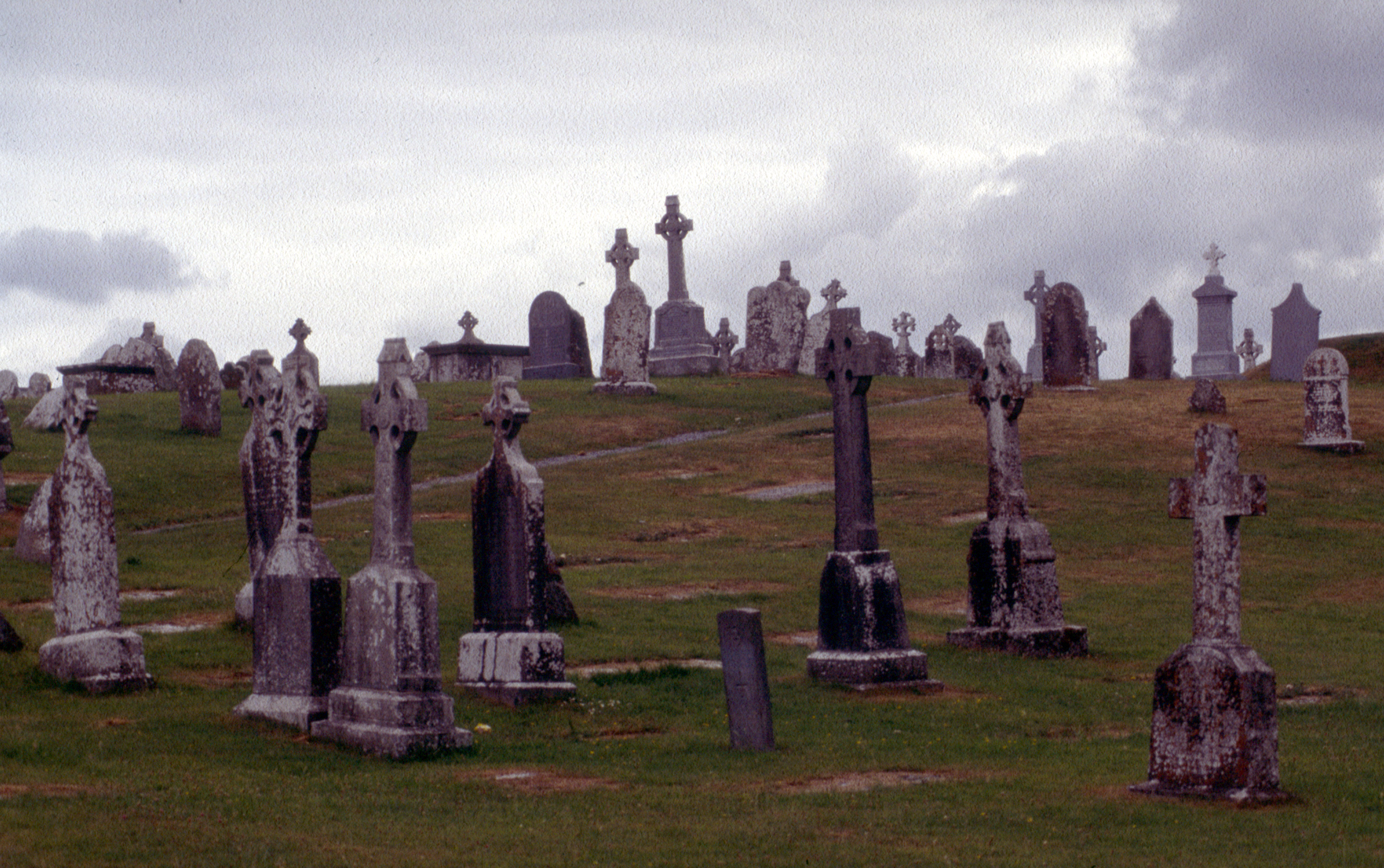
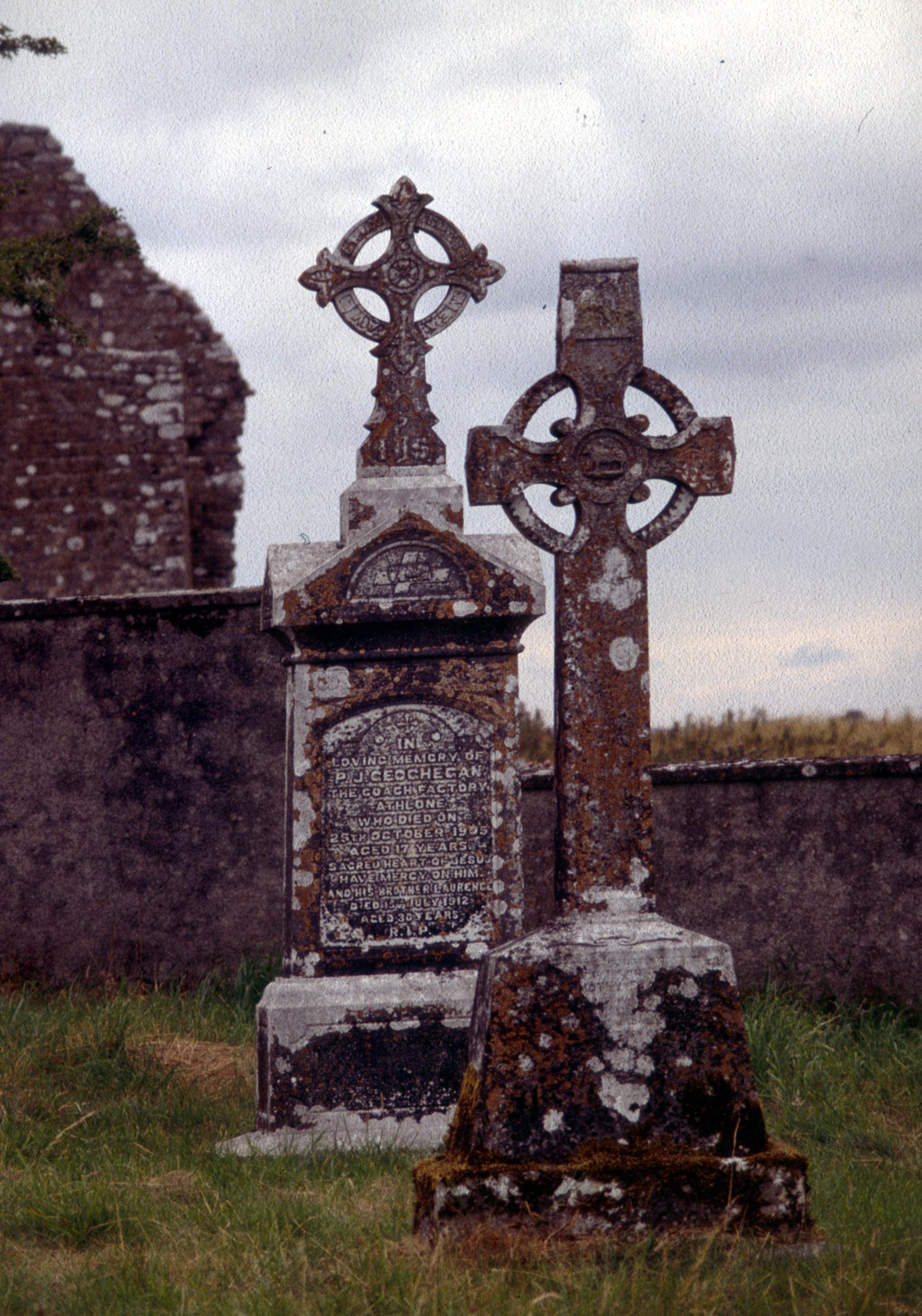
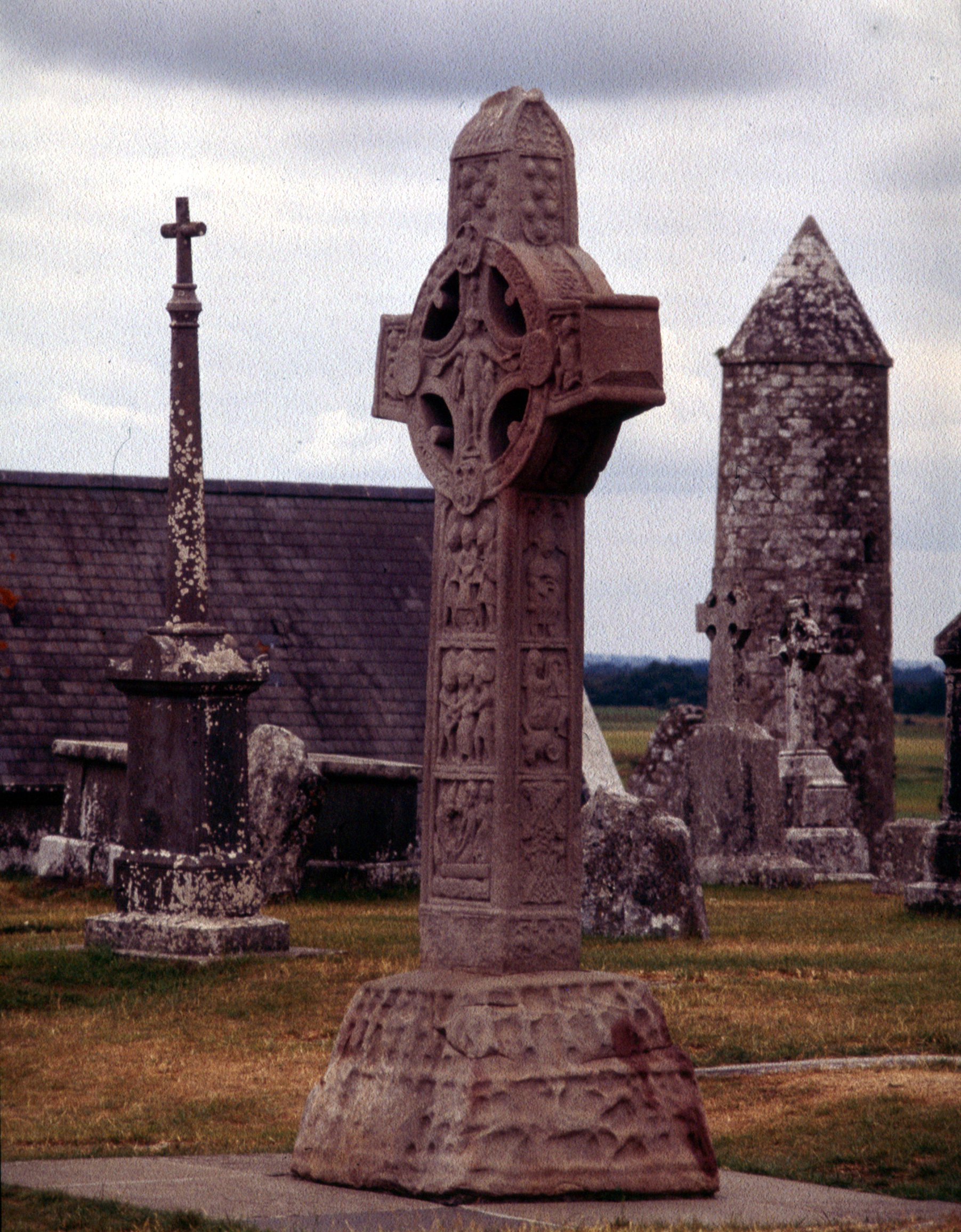
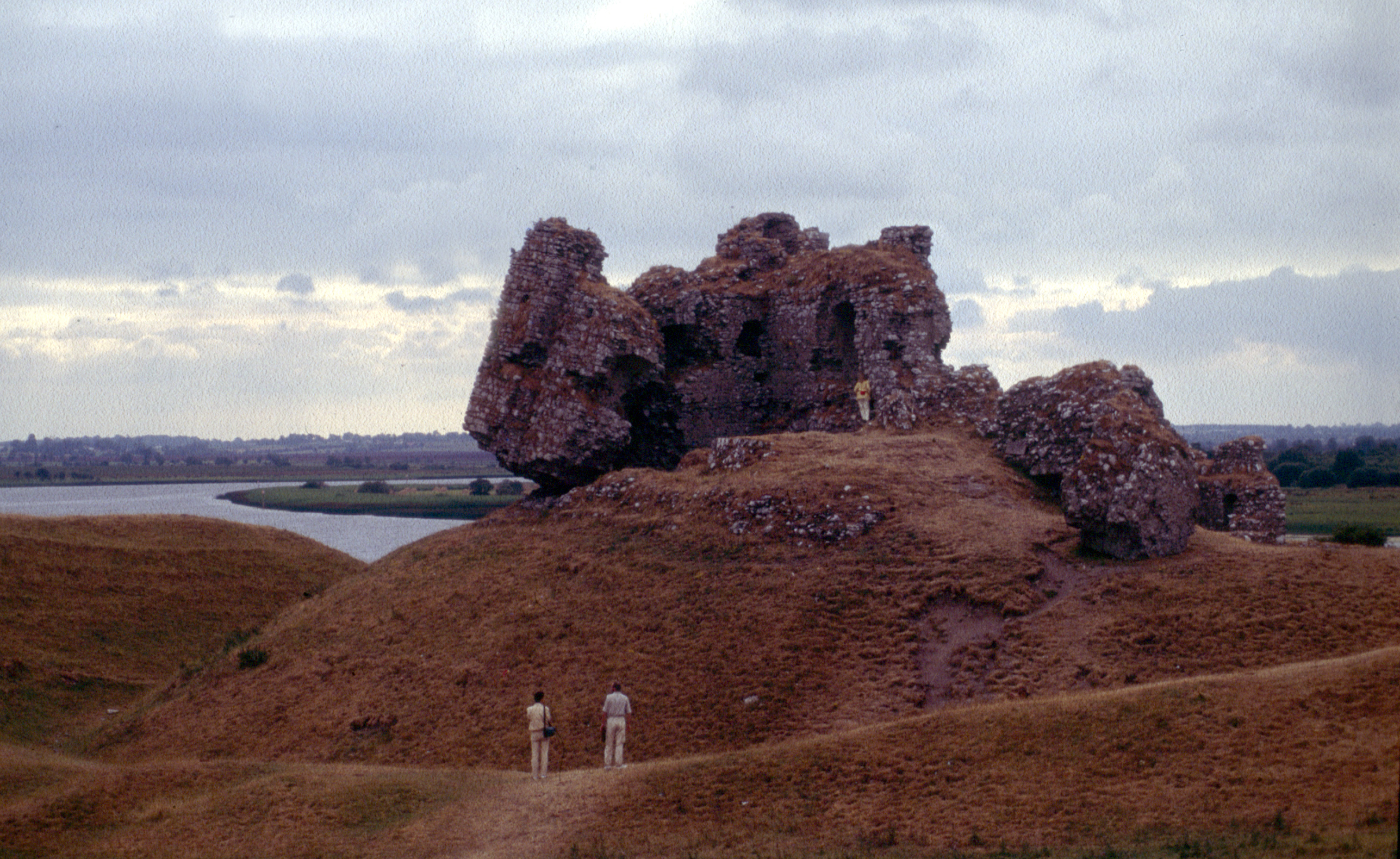